# 圣心圣殿 (马赛)

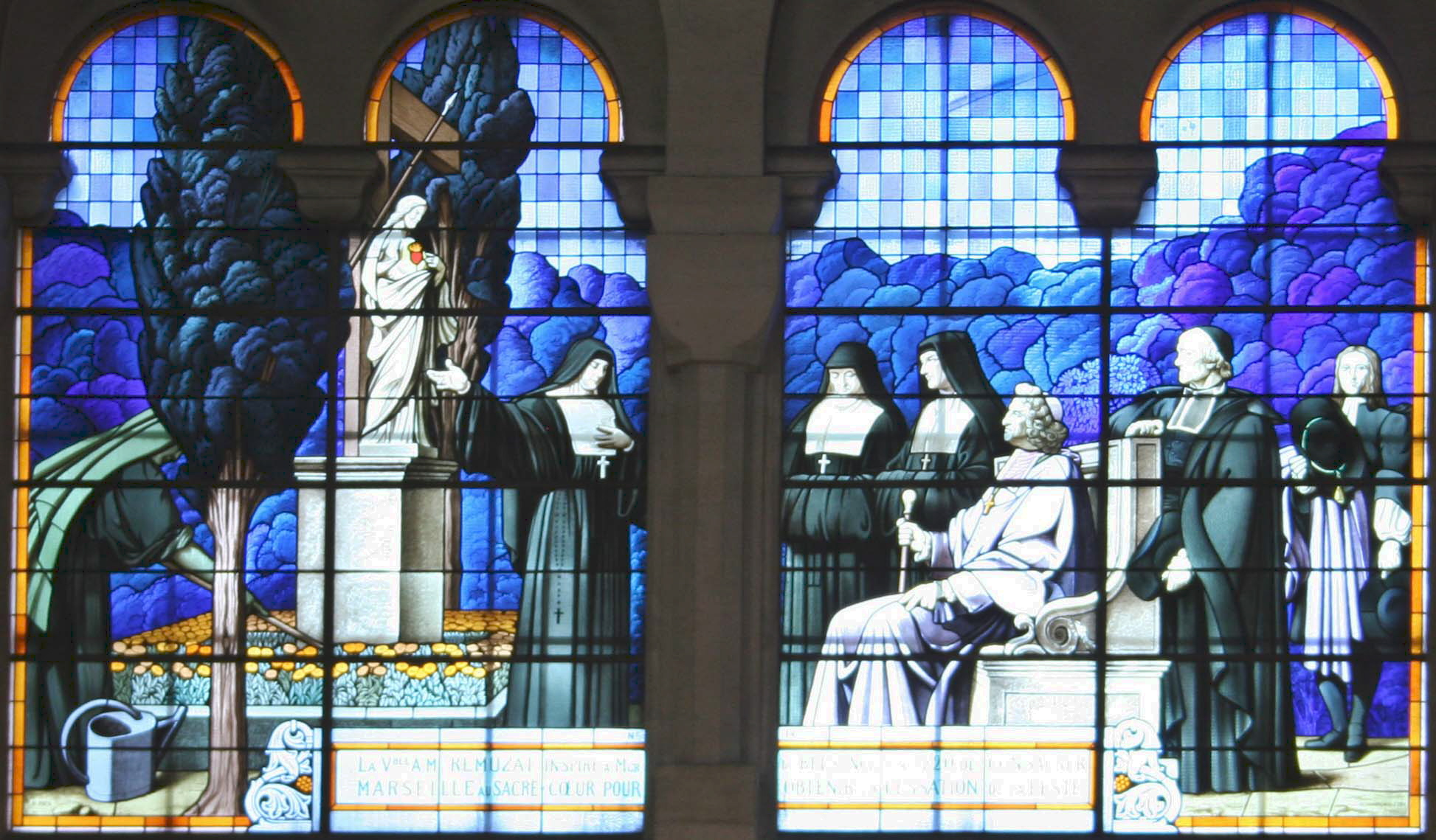
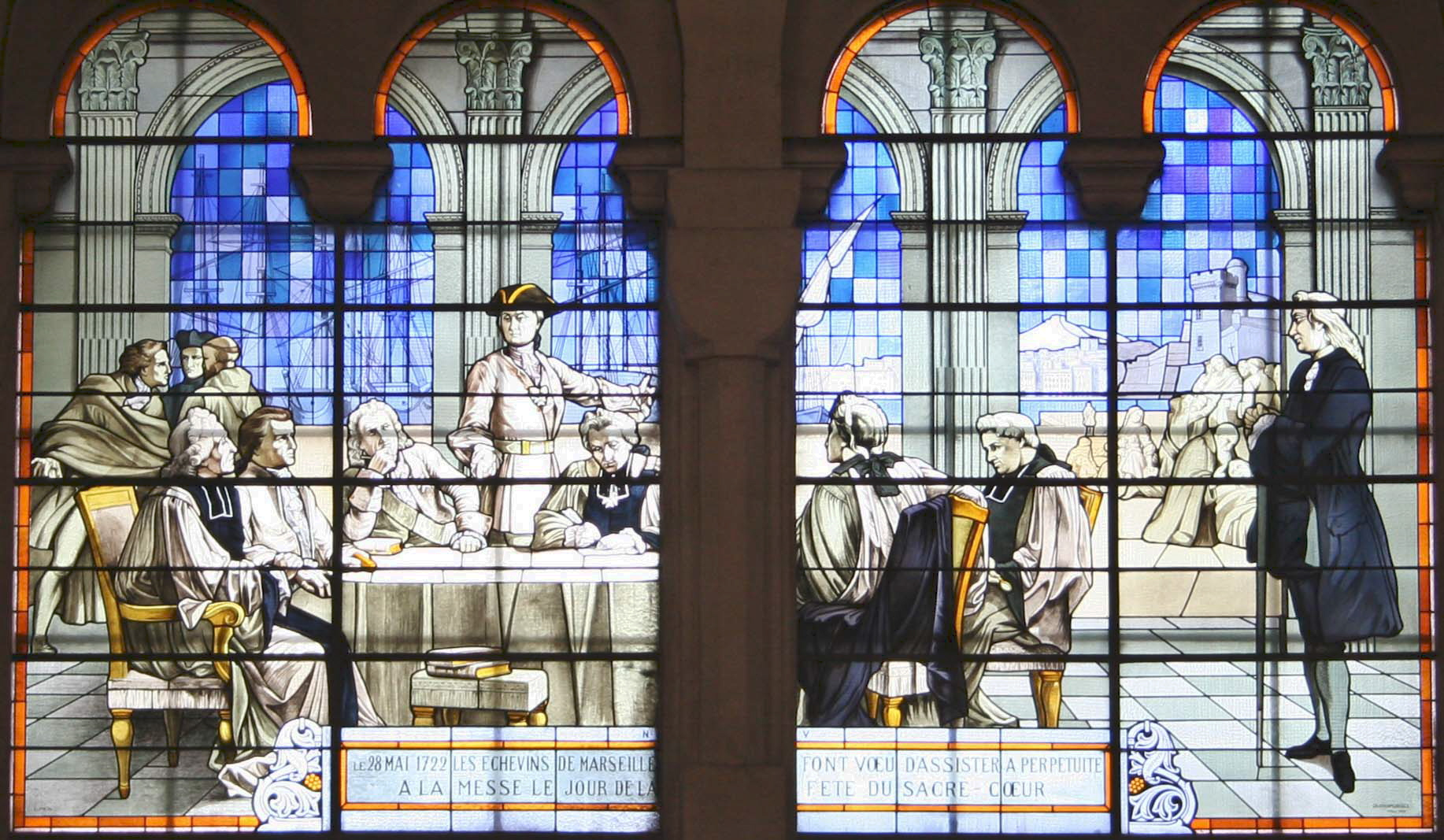

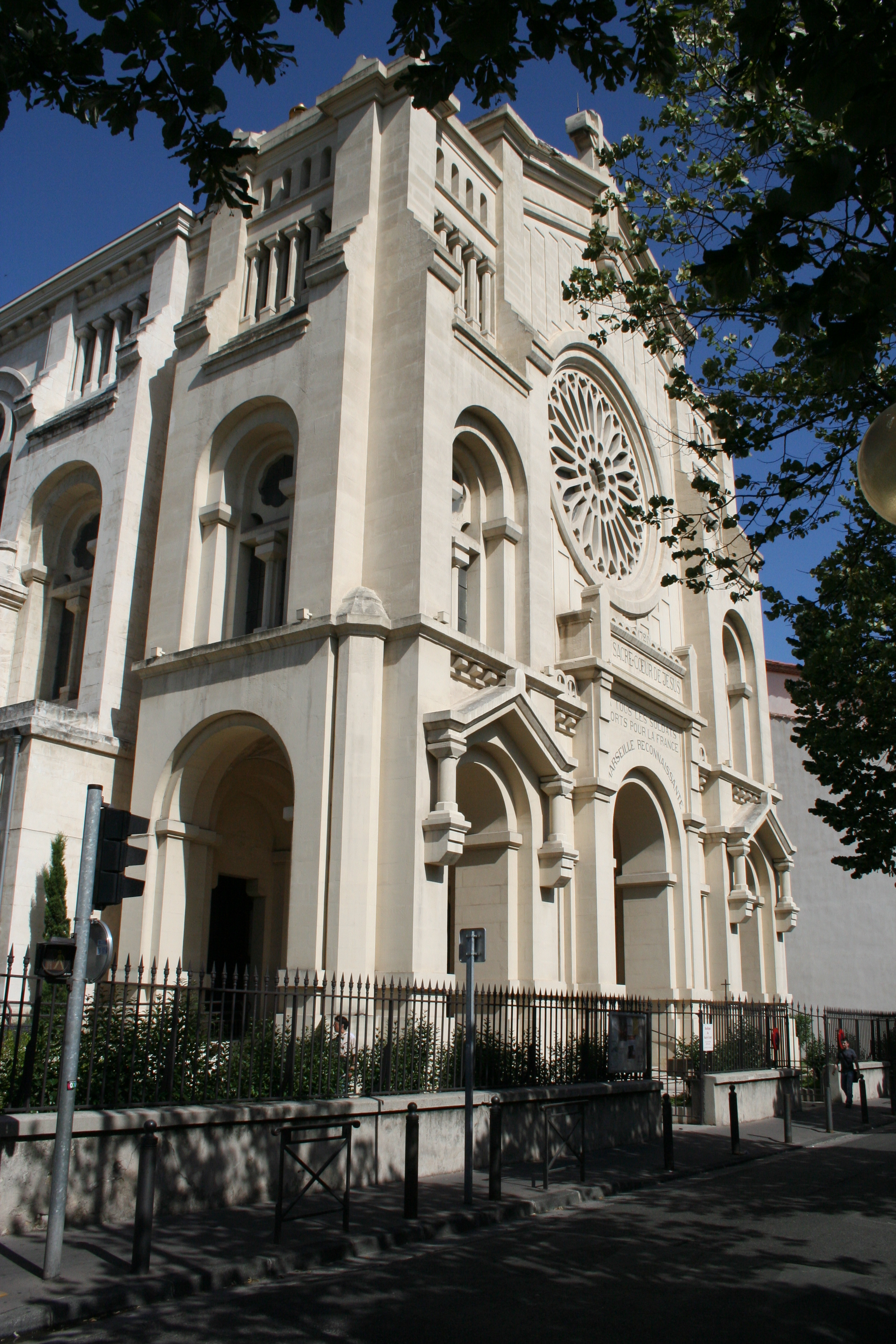
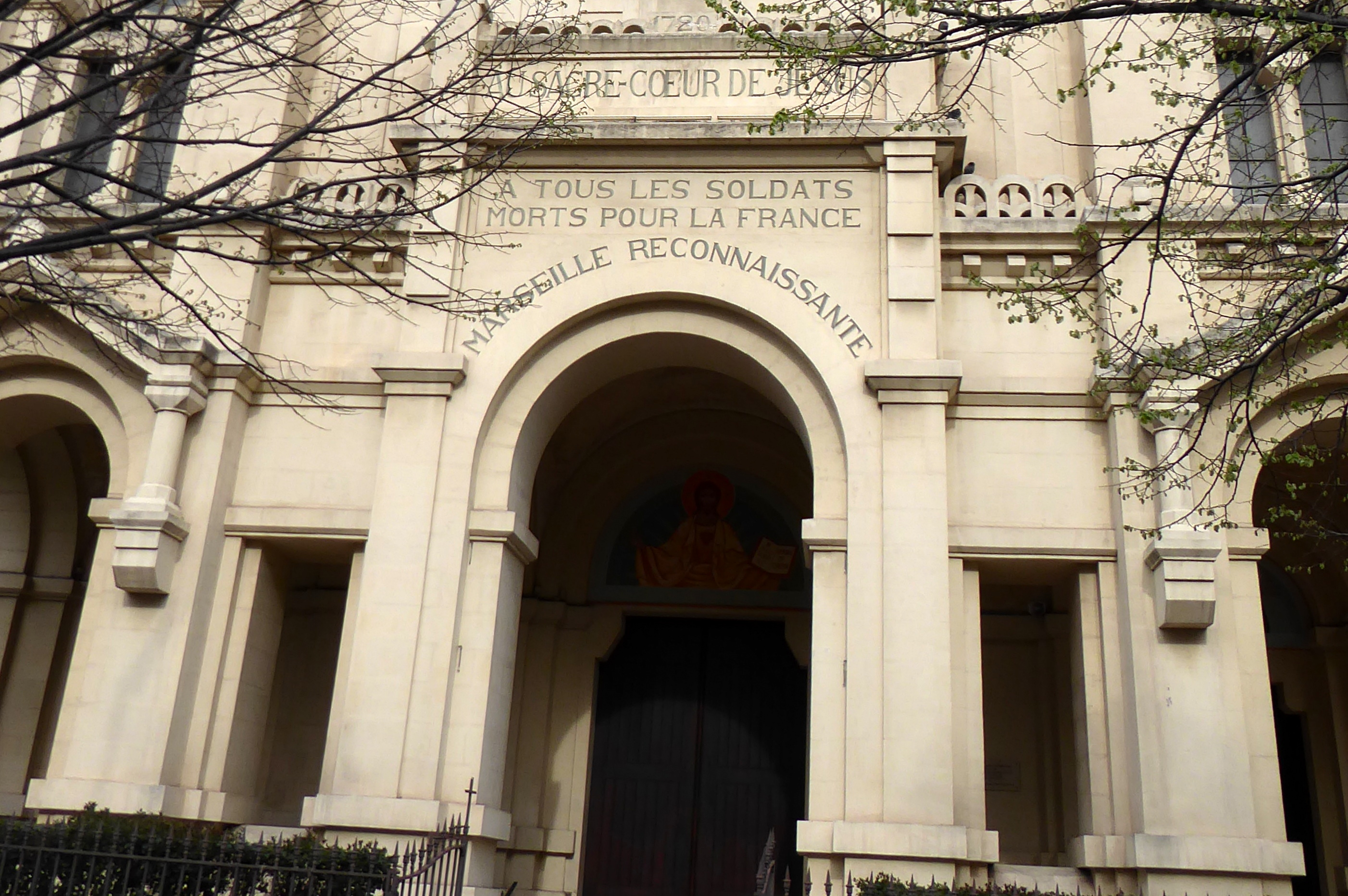
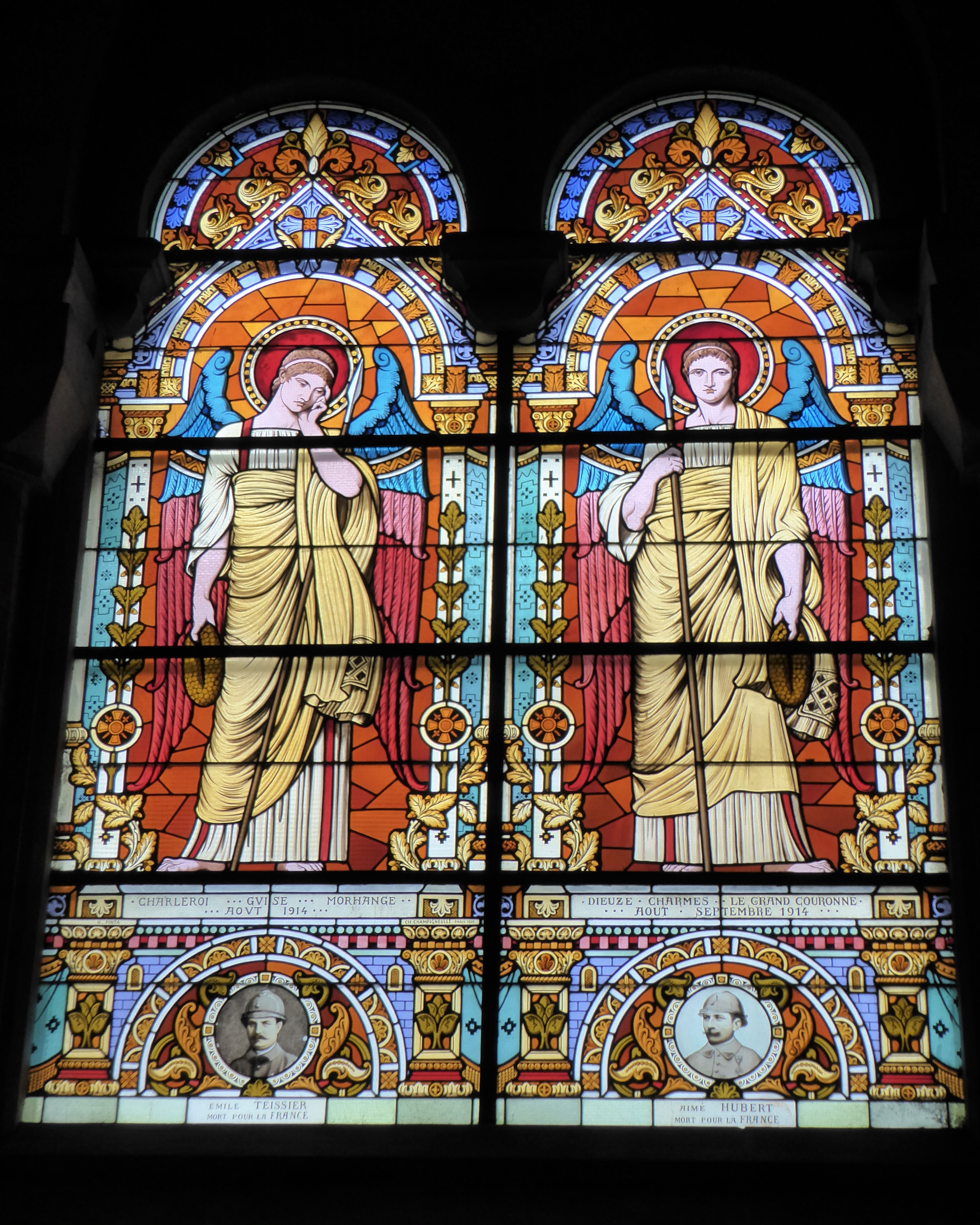
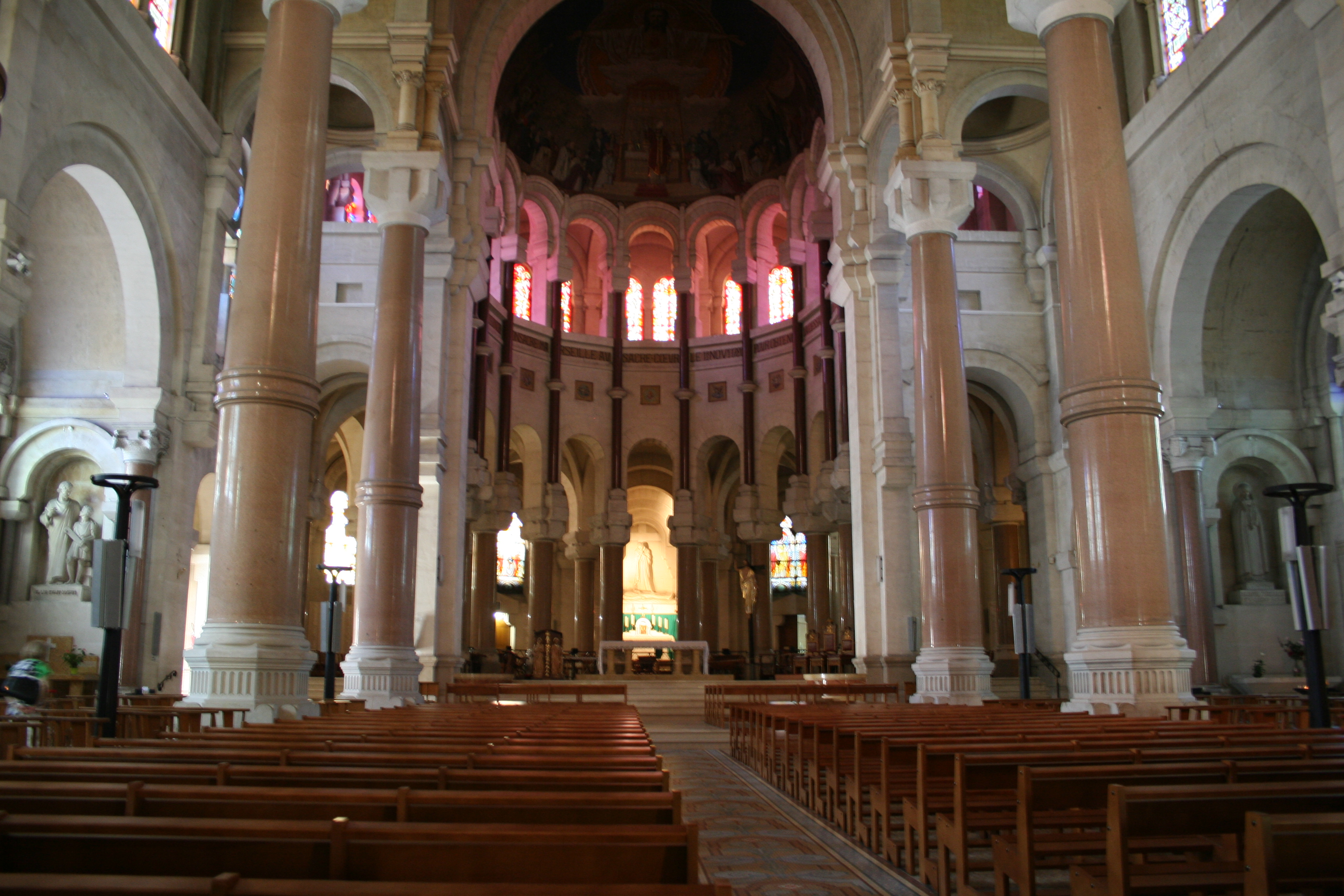
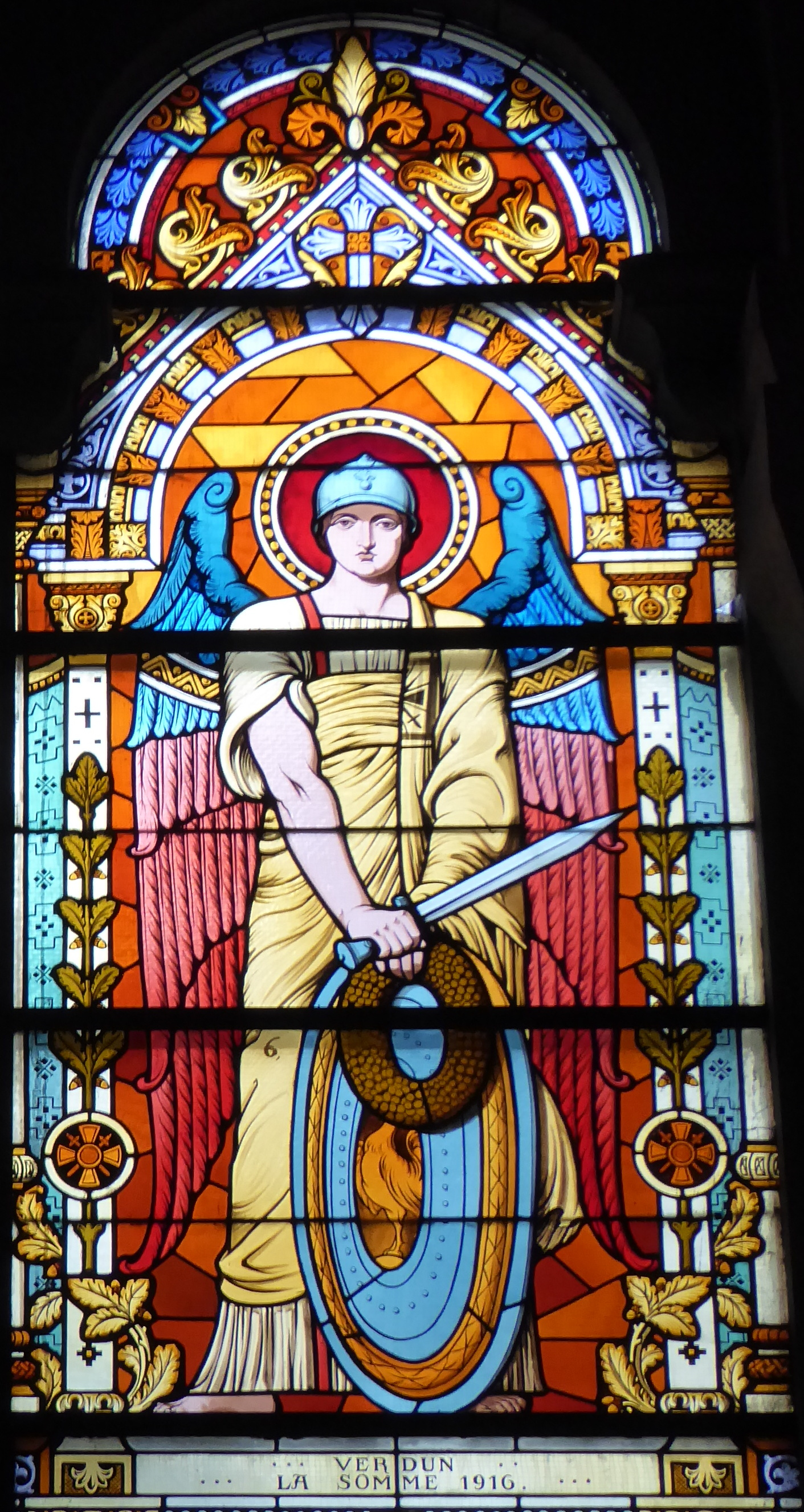
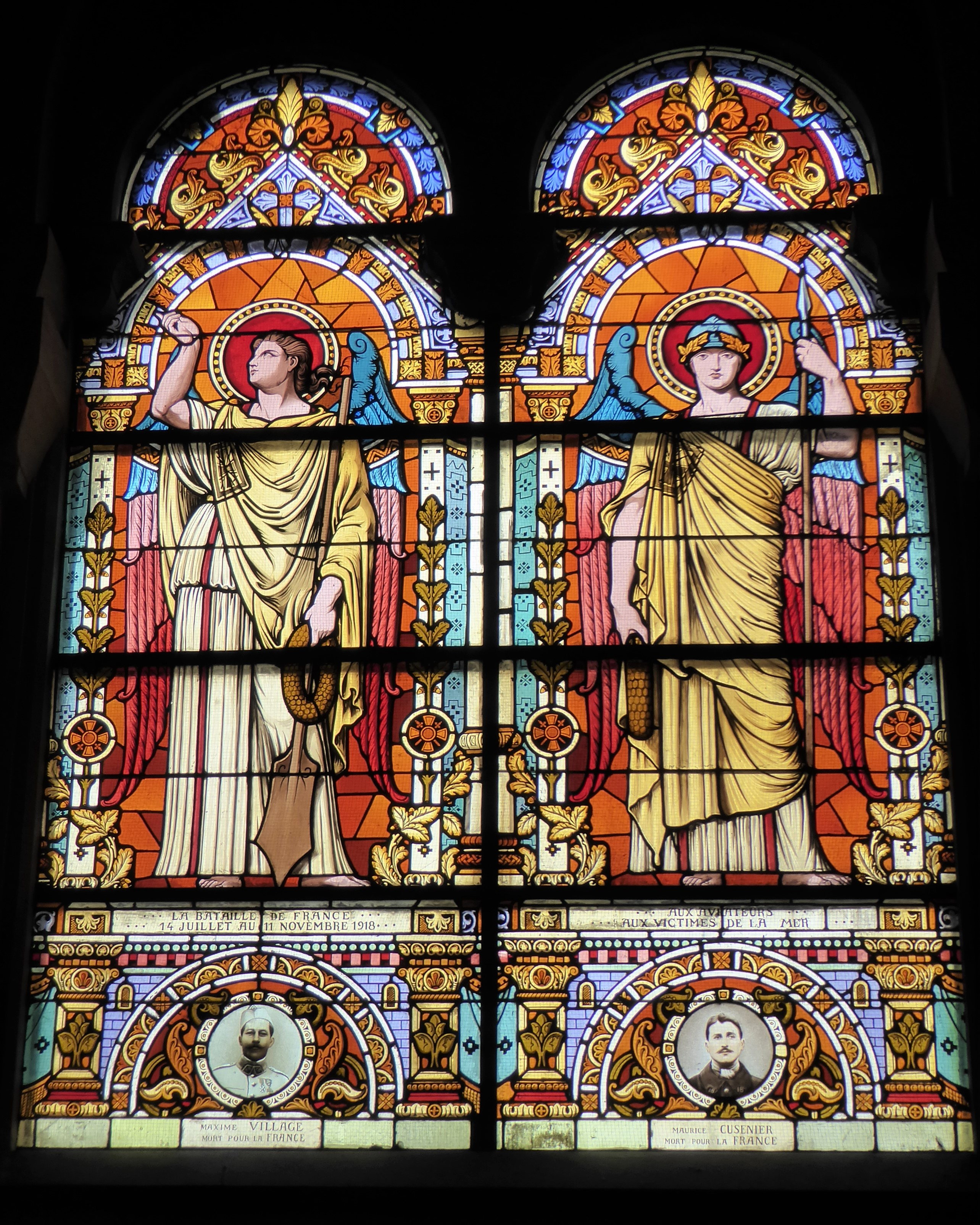

圣心圣殿（Basilique du Sacré-Cœur）是一座罗马天主教宗座圣殿，供奉耶稣圣心，位于法国马赛第八区的avenue du Prado。该堂建于1920-1947年，采用罗马式-拜占庭式风格。1997年9月17日，教宗若望保禄二世将该堂升格为宗座圣殿。